# Satu Vechi
Satu Vechi – wieś w Rumunii, w okręgu Buzău, w gminie Mânzălești. W 2011 roku liczyła 206 mieszkańców.